# 齋院
齋院，（さいいん），為平安時代至鎌倉時代左右，侍奉於賀茂神社的齋王，又有賀茂齋院、賀茂齋王之稱。

## 齋院的起源
賀茂齋院之起源，可追溯自平安時代初期。當時平城上皇和弟弟嵯峨天皇的政治立場相對立，平城上皇更宣布自己所在的平城京才是國都，而非嵯峨天皇的平安京，因而逼使嵯峨天皇不得不訴諸武力，而在戰亂中，嵯峨天皇認為鎮守平安京皇宮的神明乃是賀茂大神，因而在弘仁元年（810年）的藥子之亂平息之後，將自己的第八皇女－有智子內親王作為侍奉賀茂大神的齋王，這便是賀茂齋院的開端。

## 齋院制度
賀茂齋院的制度多仿效自伊勢神宮的齋宮制度，歷代皆由皇族中的內親王或女王擔任齋王一職。
被選為齋院的皇女，先在宮中的初齋院齋戒2年之後，在第三年的4月上旬，移往平安京北邊的紫野齋院御所繼續進行相關的齋戒事宜，這種種的齋戒最主要的目的都是為了避除齋王身上的不潔淨，以便日後奉仕神明的神職。在賀茂神社供職時，對於齋院而言最重要的便是在每年四月酉日的賀茂祭，齋王在進行完拔禊之後，將從紫野齋院御所出發，前往賀茂上下兩社（上賀茂神社與下鴨神社）正式任職（前往的過程稱群行），群行的路途中相當地有看頭，齋院將乘坐裝飾華麗的牛車前往，而隨行的人員也同樣地衣著光鮮亮麗，相當地有人氣。（在紫式部所著的源氏物語其中的葵一章中，就有描寫到光源氏的正室夫人葵之上，和情婦六条御息所的兩方人馬之間，相互爭奪看台與車位的場景。）
伊勢齋宮與賀茂齋院兩相共存了一段時間，離當時的京城平安京距離較近的賀茂齋院，所得到的重視度似乎高過於相距較遠的伊勢齋宮，歷代齋院中由女王出仕的比例很少，且生母的地位都較高。齋院經常出現連任的情形（一般而言在天皇換代時齋院也會隨之更替），歷代中連任最久的齋院是選子內親王，任職自圓融天皇朝一直持續到後一条天皇朝，共五代天皇，因而有大齋院之稱。齋院一般再退職（稱退下）之後，幾乎都過著獨身的生活，但也有少數入宮為妃或嫁給於皇族，更有甚者成為女院並在院政時期獲得權勢。

## 齋院與文學
平安時代中期開始，齋院漸漸成為宮中文學的中心，聚集了大量的詩人歌者，成為當時的社交場所之一，自女流漢詩詩人的首代齋院有智子內親王為始，大齋院選子內親王和六条齋院禖子內親王等兩位內親王，都曾數次在任職期間舉辦詩歌比賽，新古今和歌集中的和歌作家式子內親王、就連枕草子中也有記載選子內親王和中宮彰子之間相互贈答和歌的場景，換言之，歷代以來文雅又富有文采的齋院不在少數，宮中和齋院之間也經常有著豐富的文化交流。
在紫式部所著的源氏物語中，出現了一位朝顏齋院，為主人翁光源氏的從姊妹，這位齋院是以女王的身分任職的，但在實際的情況中，女王出任齋院一職的情況很少，因而在現實中反而引起相關研究人員的注意。

## 齋院制度的結束
齋院制度可被視為是華麗宮廷文化的一種，但在平安時代末期，由於源平戰爭所造成的混亂，因而在禮子內親王退職之後、承久之亂的戰亂之際，皇室的財政極度困難，因而使得需要大量金錢維持的齋院制度終告斷絕。齋院制度到了現在再度復活，不過齋院一職已非由皇族女子擔任，而是由一般平民中選出，稱齋王代（代替齋院），而在現今以齋王代為主角的葵祭，多少能讓人窺見千年前華麗絢爛的齋院文化

## 歷代賀茂齋院
| 任數             | 名諱         | 院號、別稱   | 父帝、父王                   | 夫           | 任職年    |
| ---------------- | ------------ | ------------ | ---------------------------- | ------------ | --------- |
| 初代             | 有智子內親王 | 無           | 嵯峨天皇                     | 無           | 810-831   |
| 二代             | 時子內親王   | 無           | 仁明天皇                     | 無           | 831-833   |
| 三代             | 高子內親王   | 無           | 仁明天皇                     | 無           | 833-850   |
| 四代             | 慧子內親王   | 無           | 文德天皇                     | 無           | 850-857   |
| 五代             | 述子內親王   | 無           | 文德天皇                     | 無           | 857-858   |
| 六代             | 儀子內親王   | 無           | 文德天皇                     | 無           | 859-876   |
| 七代             | 敦子內親王   | 無           | 清和天皇                     | 無           | 877-880   |
| 八代             | 穆子內親王   | 無           | 光孝天皇                     | 醍醐天皇女御 | 882-887   |
| 九代             | 直子女王     | 無           | 文德天皇孫女、惟彥親王之女   | 無           | 889-892   |
| 十代             | 君子內親王   | 無           | 宇多天皇                     | 無           | 893-902   |
| 十一代           | 恭子內親王   | 無           | 醍醐天皇                     | 無           | 903-915   |
| 十二代           | 宣子內親王   | 無           | 醍醐天皇                     | 無           | 915-920   |
| 十三代           | 韶子內親王   | 無           | 醍醐天皇                     | 無           | 921-930   |
| 十四代           | 婉子內親王   | 無           | 醍醐天皇                     | 無           | 931-967   |
| 十五代           | 尊子內親王   | 無           | 冷泉天皇                     | 圓融天皇女御 | 968-975   |
| 十六代           | 選子內親王   | 大齋院       | 村上天皇                     | 無           | 975-1031  |
| 十七代           | 馨子內親王   | 西院皇后     | 後一条天皇                   | 後三条天皇   | 1031-1036 |
| 十八代           | 娟子內親王   | 無           | 後朱雀天皇                   | 源俊房       | 1036-1045 |
| 十九代           | 禖子內親王   | 六条齋院     | 後朱雀天皇                   | 無           | 1046-1058 |
| 二十代           | 正子內親王   | 押小路齋院   | 後朱雀天皇                   | 無           | 1058-1069 |
| 二十一代         | 佳子內親王   | 富小路齋院   | 後三条天皇                   | 無           | 1069-1072 |
| 二十二代         | 篤子內親王   | 齋院女御     | 後三条天皇                   | 堀河天皇中宮 | 1073-1073 |
| 二十三代         | 齊子內親王   | 無           | 三条天皇孫女、敦明親王之女   | 無           | 1074-1089 |
| 二十四代         | 令子內親王   | 二条太皇太后 | 白河天皇                     | 無           | 1089-1099 |
| 二十五代         | 禛子內親王   | 土御門齋院   | 白河天皇                     | 無           | 1099-1107 |
| 二十六代         | 官子內親王   | 無           | 白河天皇                     | 無           | 1108-1123 |
| 二十七代         | 悰子內親王   | 大宮齋院     | 堀河天皇                     | 無           | 1123-1126 |
| 二十八代         | 統子內親王   | 上西門院     | 鳥羽天皇                     | 無           | 1127-1132 |
| 二十九代         | 禧子內親王   | 一品宮       | 鳥羽天皇                     | 無           | 1127-1132 |
| 三十代           | 怡子女王     | 無           | 後三条天皇孫女、輔仁親王之女 | 無           | 1133-1159 |
| 三十一代         | 式子內親王   | 大炊御門斎院 | 後白河天皇                   | 無           | 1159-1169 |
| 三十二代         | 僐子內親王   | 無           | 二条天皇                     | 無           | 1169-1171 |
| 三十三代         | 頌子內親王   | 五辻斎院     | 鳥羽天皇                     | 無           | 1171-1171 |
| 三十四代         | 範子內親王   | 坊門院       | 高倉天皇                     | 無           | 1178-1181 |
| 三十五代（末代） | 禮子內親王   | 嘉陽門院     | 後鳥羽天皇                   | 無           | 1204-1212 |